# Kenny Stills
Kenneth Lee Stills Jr., detto Kenny (Eden Prairie, 22 aprile 1992), è un giocatore di football americano statunitense che milita nel ruolo di wide receiver nella National Football League (NFL). Fu scelto nel corso del quinto giro (144º assoluto) del Draft NFL 2013 dai New Orleans Saints. Al college ha giocato a football per gli Oklahoma Sooners.

## Carriera universitaria

### Stagione 2010
Stills frequentò l'Università dell'Oklahoma, e dal 2010 al 2012 giocò per gli Oklahoma Sooners allenati da Bob Stoops. Nella sua stagione da freshman giocò tutte le 14 partite da titolare. Segno nuovi record scolastici per ricezioni e yard ricevute da un freshman, registrando 61 ricezioni per 786 yard e 5 touchdown.

### Stagione 2011
Nel 2011 terminò la stagione con 61 ricezioni per 849 yard e 8 touchdown.

### Stagione 2012
Nel 2012 registrò 82 ricezioni per 959 yard e 11 touchdown. Terminò la sua carriera universitaria con 204 ricezioni per 2.594 yard e 24 touchdown. Al termine della stagione, Stills decise di rinunciare all'ultimo anno al college per dichiararsi eleggibile al Draft NFL 2013.

## Carriera professionistica

### New Orleans Saints

#### 2013
Stills fu scelto nel corso del quinto giro del Draft 2013 dai New Orleans Saints. Il 9 maggio firmò il proprio contratto con la franchigia. Debuttò come professionista nella vittoria della settimana 1 contro gli Atlanta Falcons in cui ricevette 2 passaggi per 86 yard. Il primo touchdown lo segnò nella settimana 6 contro i New England Patriots. Dopo il turno di pausa, Stills contro i Buffalo Bills disputò fino a quel momento la sua miglior gara ricevendo 129 yard e segnando due touchdown nella vittoria della sua squadra. La quarta marcatura la mise a segno nella netta vittoria della settimana 10 contro i Dallas Cowboys. Nell'ultima gara della stagione, Stills ricevette 76 yard e un touchdown coi Saints che ottennero la qualificazione per i playoff. La sua stagione da rookie si concluse con 641 yard ricevute e 5 touchdown disputando tutte le 16 partite, di cui 10 come titolare.

#### 2014
Nella settimana 13 della stagione 2014, Stills ricevette un nuovo primato personale di 162 yard e segnò il suo terzo touchdown stagionale, contribuendo ad interrompere una striscia di tre sconfitte consecutive dei Saints grazie alla vittoria sugli Steelers. La sua annata si chiuse guidando New Orleans con 931 yard ricevute.

### Miami Dolphins

#### 2015
Il 13 marzo 2015, Stills fu scambiato con i Miami Dolphins per Dannell Ellerbe e una scelta del terzo giro del Draft 2015.

#### 2016
Nel 2016 giocò tutte le 16 partite da titolare registrando a fine stagione 42 ricezioni per 726 yard e 9 touchdown.

#### 2017
L'8 marzo 2017, Stills firmò un'estensione del contratto per 4 anni da $30 milioni con i Dolphins.
Il 22 ottobre 2017, durante il settimo turno contro i New York Jets, Stills riuscì a ricevere miracolosamente un passaggio dopo che la palla rimbalzò tra lui e un difensore, e tornò nella direzione di Stills che riuscì ad afferrarla. In quella partita registrò 85 yard ricevute e 2 touchdown, e i Dolphins sconfissero i Jets 31–28. Il 19 novembre 2017, nell'undicesimo turno contro i Tampa Bay Buccaneers, Stills registrò 180 yard ricevute e 2 touchdown, ma i Dolphins vennero sconfitti 20–30.

#### 2018
Nella prima partita della stagione 2018 contro i Tennessee Titans, Stills registrò quattro ricezioni per 106 yard e 2 touchdown, inclusa una ricezione da 75 yard. I Dolphins vinsero 27–20.

### Houston Texans
Il 31 agosto 2019 Stills fu scambiato con gli Houston Texans. Fu svincolato il 27 novembre 2020.

## Statistiche
| Legenda   | Legenda          |
| --------- | ---------------- |
| Grassetto | Record personale |

### Stagione regolare
| Stagione | Squadra  | Partite | Partite | Ricezioni | Ricezioni | Ricezioni | Ricezioni | Ricezioni | Corse | Corse | Corse | Corse | Corse | Fumble | Fumble |
| Stagione | Squadra  | P       | PT      | Ric       | Yd        | Media     | Max       | TD        | Ten   | Yd    | Media | Max   | TD    | Fum    | Persi  |
| -------- | -------- | ------- | ------- | --------- | --------- | --------- | --------- | --------- | ----- | ----- | ----- | ----- | ----- | ------ | ------ |
| 2013     | NO       | 16      | 10      | 32        | 641       | 20,0      | 76P       | 5         | 3     | 10    | 3,3   | 4     | 0     | 0      | 0      |
| 2014     | NO       | 15      | 7       | 63        | 931       | 14,8      | 69P       | 3         | 1     | -2    | -2,0  | -2    | 0     | 1      | 0      |
| 2015     | MIA      | 16      | 8       | 27        | 440       | 16,3      | 47P       | 3         | 0     | 0     | 0,0   | 0     | 0     | 0      | 0      |
| 2016     | MIA      | 16      | 16      | 42        | 726       | 17,3      | 74P       | 9         | 0     | 0     | 0,0   | 0     | 0     | 0      | 0      |
| 2017     | MIA      | 16      | 16      | 58        | 847       | 14,6      | 61P       | 6         | 0     | 0     | 0,0   | 0     | 0     | 4      | 2      |
| Carriera | Carriera | 79      | 57      | 222       | 3.585     | 16,1      | 76P       | 26        | 4     | 8     | 2,0   | 4     | 0     | 5      | 2      |

Fonti